# IK Pegasi
IK Pegasi (ou HR 8210) é uma estrela binária localizada na constelação de Pegasus. Encontra-se a uma distância de aproximadamente 150 anos-luz do Sistema Solar, e pode ser observada a olho nu da Terra apenas em condições de visualização extremamente favoráveis.
O componente primário do sistema (IK Pegasi A) é uma estrela da sequência principal de classe A, e apresenta pequenas pulsações na luminosidade. É uma estrela variável Delta Scuti, e tem um ciclo periódico que se repete 22,9 vezes por dia. Sua companheira (IK Pegasi B) é uma anã branca massiva que já passou pela sequência principal e deixou de gerar energia por fusão nuclear. As duas estrelas orbitam o centro de massa do sistema, completando uma volta a cada 21,7 dias, com uma separação média de 31 milhões de quilômetros, ou 0,21 unidades astronômicas (UA). Esse valor é menor que a órbita de Mercúrio ao redor do Sol, que possui um período de 88 dias e está a 58 milhões de quilômetros do Sol.
IK Pegasi B é a candidata mais próxima que se conhece a gerar uma supernova. Quando a estrela primária evoluir para uma gigante vermelha, espera-se que tenha um tamanho suficiente para a anã branca iniciar o processo de acreção. Quando a anã branca atingir o limite de Chandrasekhar, de 1,44 massas solares, explodirá em uma supernova tipo Ia.

## Observação
Este sistema estelar foi catalogado no Bonner Durchmusterung ("Catálogo Astrométrico de Bonn") de 1862 como BD +18°4794B. Apareceu posteriormente no Harvard Revised Photometry Catalogue de Edward Charles Pickering de 1908 como HR 8210. A designação "IK Pegasi" pertence à forma estendida de nomenclatura para estrelas variáveis proposta por Friedrich W. Argelander.
O exame espectrográfico de IK Pegasi mostrou o deslocamento nas linhas de absorção característico de um sistema estelar binário. Esse deslocamento é produzido quando a órbita das estrelas as levam a afastar-se e aproximar-se do observador, produzindo uma variação no comprimento de onda da linha devida ao efeito Doppler. A medida dessa variação permite aos astrônomos determinar a velocidade orbital relativa de pelo menos de uma das estrelas mesmo não podendo observar diretamente os componentes individuais.
Em 1927, o astrônomo canadense William E. Harper aplicou esta técnica para medir o período orbital desta binária espectroscópica de linha única e o determinou em 21,724 dias. Ele também inicialmente estimou a excentricidade orbital em 0,027 (estimações posteriores deram uma excentricidade de essencialmente zero, que é um valor para uma órbita totalmente circular). A velocidade de amplitude foi estimada em 41,5 km/s, que é a velocidade máxima do componente primário segundo a linha de observação que vai do mesmo ao Sistema Solar.
A distância até o sistema IK Pegasi pode ser calculada diretamente por meio da observação das minúsculas variações na paralaxe deste sistema (em contraste com o fundo de estrelas mais distantes) conforme a Terra orbita o Sol. Estas variações foram calculadas precisamente pelo satélite astrométrico Hipparcos, obtendo uma distância estimada em 150 anos-luz (com margem de erro de ±5 anos-luz). O mesmo satélite mediu também o movimento próprio do sistema. Este é o pequeno movimento angular de IK Pegasi no céu por causa de seu movimento através do espaço.
A combinação da distância e do movimento próprio deste sistema pode ser utilizada para calcular a velocidade transversal de IK Pegasi em 16,9 km/s. O terceiro componente, a velocidade radial heliocêntrica, pode ser obtido através do desvio para o vermelho do espectro estelar. O General Catalogue of Stellar Radial Velocities ("Catálogo Geral de Velocidades Radiais Estelares") estima uma velocidade radial de -11,4 km/s para este sistema. A combinação destes movimentos produz uma velocidade espacial de 20,4 km/s em relação ao Sol.
Já houve tentativas de fotografar os componentes individuais deste sistema binário utilizando o Telescópio Espacial Hubble, mas as estrelas estavam demasiado próximas uma da outra para serem distinguidas. Medidas recentes feitas com o telescópio espacial Extreme Ultraviolet Explorer obtiveram um período orbital mais preciso, de 21,72168 ± 0,00009 dias. Acredita-se que a inclinação do plano orbital deste sistema seja de 90°, quando visto da Terra. Se este for o caso, seria possível observar um eclipse.

## Componente A
O diagrama de Hertzsprung-Russell (ou diagrama HR) é um diagrama que mostra a relação entre luminosidade e tipo espectral em um grupo de estrelas. IK Pegasi A é atualmente uma estrela da sequência principal, um termo utilizado para descrever um grupo de estrelas que fundem hidrogênio em seu núcleo de acordo com sua posição no diagrama HR. Contudo, IK Pegasi A encontra-se numa banda estreita e vertical do diagrama HR conhecida como faixa de instabilidade. As estrelas dessa região oscilam de uma maneira coerente, resultando em pulsações periódicas na luminosidade da estrela.
As pulsações resultam de um processo conhecido como mecanismo κ (kappa). Uma parte da atmosfera externa da estrela torna-se opticamente grossa devido à ionização parcial de certos elementos. Quando estes átomos perdem um elétron, a probabilidade de que absorvam energia aumenta. Esta absorção resulta em um aumento da temperatura que causa a expansão da atmosfera. Esta atmosfera inflada torna-se menos ionizada e perde energia, diminuindo assim de tamanho. O resultado deste ciclo é a pulsação periódica da atmosfera e uma variação correspondente da luminosidade.

As dimensões relativas de IK Pegasi A (esquerda), B (centro abaixo) e o Sol (direita).

As estrelas que se encontram na zona da faixa de instabilidade que cruza a sequência principal denominam-se variáveis Delta Scuti. Recebem o nome da estrela protótipo dessa classe de variáveis, Delta Scuti. A classificação estelar das variáveis Delta Scuti varia de A2 a F8, e a classe de luminosidade de III (subgigantes) a V (estrelas da sequência principal). São variáveis de curto período que possuem um ritmo de pulsação regular de 0,025 e 0,25 dias. As estrelas Delta Scuti têm um grande número de elementos similares aos do Sol (ver estrelas de população I) e entre 1,5 e 2,5 massas solares. O ritmo de pulsações de IK Pegasi A foi calculado em 22,9 ciclos ao dia, ou uma vez a cada 0,044 dias.
Os astrônomos definem a metalicidade de uma estrela como a abundância de elementos químicos que possuem número atômico superior ao do hélio. É calculada por meio de uma análise espectroscópica da atmosfera, seguida de uma comparação com os resultados de modelos estelares computadorizados. No caso de IK Pegasi A, a abundância de metal estimada é de [M/H]=+0,07 ± 0,20. Esta notação permite obter o logaritmo da proporção de elementos metálicos (M) em relação ao hidrogênio (H), menos o logaritmo da proporção de metal do Sol (assim, se a estrela se iguala à abundância de metal do Sol, este valor será zero). Um valor logarítmico de 0,07 é equivalente a uma proporção de 1,17, então a estrela é 17% mais rica em elementos metálicos do que o Sol. Contudo, a margem de erro deste resultado é bastante grande.
O espectro de estrelas de classe A, tais como IK Pegasi A, mostra fortes linhas de Balmer de hidrogênio junto às linhas de absorção de metais ionizados, incluindo a linha K de cálcio ionizado (Ca II) no comprimento de onda de 393,3 nm. O espectro de IK Pegasi A classifica-se como Am marginal (ou "Am:"), o que significa que existem características de uma classe espectral A mas que está ligeiramente metalizada. Isto quer dizer que a atmosfera desta estrela apresenta ligeiras (mas anormais) linhas de absorção, para os isótopos metalizados, algo mais forte do que o normal. As estrelas do tipo espectral Am são frequentemente membros de binárias próximas com uma companheira de aproximadamente a mesma massa, como é o caso de IK Pegasi.
As estrelas de classe espectral A são maiores e mais massivas do que o Sol. Mas, como consequência disto, sua fase de sequência principal é correspondentemente breve. Para uma estrela de massa similar à de IK Pegasi A (1,65 massa solar), sua expectativa de vida na sequência principal é de 2-3 × 109 anos, o que equivale a aproximadamente metade da idade atual do Sol.
Em termos de massa, a relativamente jovem Altair é a estrela mais próxima da Terra parecida a IK Pegasi A — é de classe A7 e estima-se que tenha 1,7 massas solares. O sistema binário como um todo tem algumas similaridades com o sistema de Sirius, que consiste de uma estrela primária de classe A e uma companheira anã branca. Contudo, Sirius A é muito mais massiva que IK Pegasi A, e a órbita de sua companheira é mais extensa, com um semieixo maior de 20 UA.

## Componente B
A estrela companheira é uma densa anã branca. Esse tipo de objeto estelar chegou ao final de sua vida evolutiva e já não gera energia por meio de fusão nuclear. Em seu lugar, e em circunstâncias normais, uma anã branca irradiará, de maneira estável, a energia que lhe resta, tornando-se fria e perdendo luminosidade ao longo de vários bilhões de anos.

### Evolução

Evolução de IK Pegasi.

Praticamente todas as estrelas de massa pequena ou intermediária (menos de nove massas solares) terminarão convertendo-se em uma anã branca, uma vez que tenham consumido todas as suas reservas de combustível termonuclear. Tais estrelas ficam a maior parte de suas vidas como produtoras de energia na sequência principal. O tempo que elas permanecem na sequência principal depende principalmente de sua massa, sendo que o tempo de vida diminui com o aumento de massa). Desta maneira, para que IK Pegasi B tenha se convertido em uma anã branca antes que o componente A, devia ser no passado muito mais massiva que ele. De fato, acredita-se que o progenitor de IK Pegasi B tinha uma massa entre cinco e oito massas solares.
Após consumir o hidrogênio de seu núcleo, IK Pegasi B evoluiu para uma gigante vermelha. O núcleo interno se contraiu até que a queima de hidrogênio começou na camada que rodeava o núcleo de hélio. Para compensar este aumento da temperatura, a camada exterior expandiu-se para várias vezes o raio que a estrela tinha na sequência principal. Quando o núcleo adquiriu uma temperatura e densidade na qual o hélio podia começar sua fusão, esta estrela se contraiu e se converteu no que se conhece como uma estrela de ramo horizontal, ou seja, pertencente a um grupo de estrelas que se moveram a uma linha horizontal no diagrama HR. A fusão do hélio formou um núcleo inerte de carbono e oxigênio. Quando o hélio foi totalmente consumido no núcleo, formou-se uma camada de fusão de hélio (acima da camada de carbono formada previamente) e a estrela moveu-se para o que astrônomos chamam de ramo gigante assimptótico (RAG). Tendo a massa suficiente, com o tempo o processo de fusão do carbono poderia começar no núcleo, produzindo oxigênio, néon e magnésio.
A camada externa de uma gigante vermelha ou RAG pode expandir-se para centenas de vezes o raio do Sol, ocupando um raio de 5 × 108 km (3 UA), como é o caso da estrela pulsante RAG Mira. Esse valor é bem maior que a separação atual das duas estrelas de IK Pegasi, portanto durante esse período as estrelas compartilharam uma camada comum. Como consequência disto, a atmosfera exterior de IK Pegasi A pode ter recebido incrementos de isótopos.

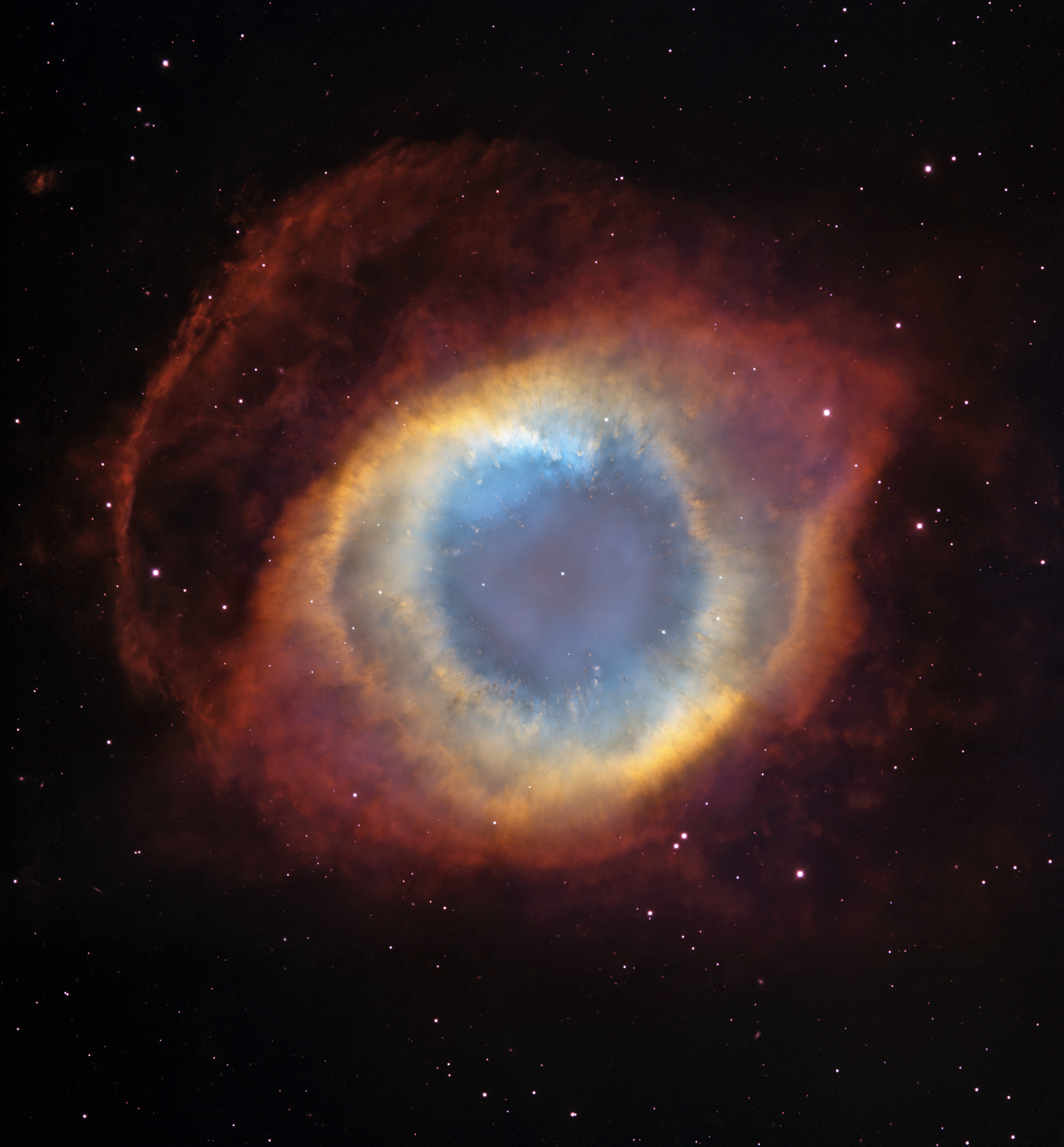
A Nebulosa Helix (ou NGC 7293) formou-se a partir da evolução de uma estrela que virou uma anã branca. Crédito:NASA/ESA.

Certo tempo depois da formação do núcleo inerte de oxigênio e carbono (ou de oxigênio,, magnésio e néon), reinicia-se a fusão termonuclear ao longo das camadas concêntricas à região do núcleo: hidrogênio queimava nas camadas mais externas enquanto a fusão do hélio ocorria ao redor do núcleo inerte. Contudo, esta fase de dupla camada é instável, e produzia pulsos termais que causavam ejeções de massa em grande escala da camada externa da estrela. Este material ejetado formou uma nebulosa imensa denominada nebulosa planetária. Toda a camada de hidrogênio, com exceção de uma pequena fração, foi afastando-se da estrela, deixando para trás uma anã branca, remanescente composta pelo núcleo inerte.

Este gráfico mostra o raio teórico de uma anã branca, segundo sua massa. A curva verde é para um modelo de gás de elétrons relativísticos.

### Composição e estrutura
O interior de IK Pegasi B pode ser composto por completo de carbono e oxigênio. Alternativamente, se sua progenitora passou pelo processo de fusão do carbono, pode ter um núcleo de oxigênio e néon coberto por uma camada enriquecida de carbono e oxigênio. Em qualquer caso, o núcleo de IK Pegasi B está coberto por uma atmosfera de hidrogênio quase puro, o que dá à estrela a classificação de DA. Devido à maior massa atômica, qualquer hélio existente na atmosfera irá para baixo da camada de hidrogênio.
Com uma massa estimada de 1,15 massas solares, considera-se IK Pegasi B uma anã branca de massa elevada. Embora seu raio não tenha sido observado de maneira direta, pode-se estimar, a partir de relações teóricas conhecidas entre a massa e o raio das anãs brancas, um valor de aproximadamente 0,60% do raio solar (outras fontes sugerem um valor de 0,72%, então existe uma incerteza acerca deste resultado). Desta forma, a estrela acumula uma massa maior que a do Sol em um volume aproximadamente do tamanho da Terra, o que indica a extrema densidade deste objeto.
A natureza massiva e compacta de uma anã branca produz uma gravidade superficial forte. Os astrônomos determinam este valor com o logaritmo decimal da força gravitacional em unidades cgs, o log g. Para IK Pegasi B, o log g é 8,95. Por comparação, o log g da Terra é de 2,99; assim, a força gravitacional de IK Pegasi B é 900 000 vezes a força gravitacional da Terra.
A temperatura superficial efetiva em IK Pegasi B é estimada em 35 000 ± 1 500 K, tornando-a uma poderosa fonte de raios ultravioleta. Em condições normais, esta anã branca continuará a esfriar-se durante mais de bilhões de anos, enquanto seu raio se manteria essencialmente sem mudanças.

## Evolução futura

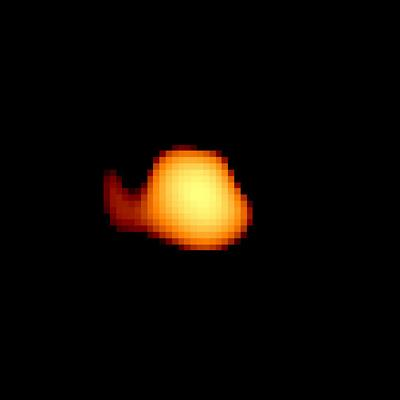
Esta imagem do Telescópio Espacial Hubble mostra a pulsação da estrela AGB (ramo gigante assimptótico) Mira.

Em uma publicação de 1993, David Wonnacott, Barry J. Kellett e David J. Stickland identificaram este sistema como um candidato a evoluir para uma supernova tipo Ia ou em uma estrela variável cataclísmica. Em algum momento no futuro, IK Pegasi A consumirá todo o hidrogênio de seu núcleo e começará a evoluir da sequência principal até formar uma gigante vermelha. A atmosfera de uma gigante vermelha pode se expandir a dimensões gigantescas, estendendo-se a até cem vezes seu raio anterior (ou mais). Quando IK Pegasi A se expandir a ponto de sua camada externa ultrapassar o lóbulo de Roche de sua companheira, um disco de acreção gasoso será formado ao redor da anã branca. Este gás, composto principalmente de hidrogênio e hélio, irá se juntar à superfície de sua companheira pelo processo de acreção. Esta passagem de matéria entre as estrelas ocasionará também a redução de suas órbitas.
Na superfície da anã branca, a gravidade comprimirá e esquentará o gás agregado. Se o fluxo de gás da estrela maior para a anã branca não for interrompido o gás acumulado alcançará as condições necessárias para o início da fusão do hidrogênio, produzindo novamente a fusão nuclear na anã branca, mas desta vez em suas camadas externas. O constante fluxo de matéria e a fusão nuclear nas camadas externas podem detonar uma explosão em nova. A estrela anã branca pode resiste a explosão em nova. Este resultaria em uma (recorrente) explosão de nova — uma estrela variável cataclísmica — e a luminosidade da anã branca rapidamente aumentaria várias magnitudes durante um período de vários dias ou meses. Um exemplo de sistema estelar assim é RS Ophiuchi, um sistema binário formado por uma gigante vermelha e uma companheira anã branca. RS Ophiuchi explodiu como uma nova (recorrente) em seis ocasiões, diminuindo cada vez mais a massa crítica de hidrogênio necessária para uma explosão.
É possível que IK Pegasi B siga um padrão semelhante. Contudo para poder acumular massa, só pode ser ejetada uma porção do gás acrescido, de modo que, a cada ciclo, a anã branca aumentaria sua massa de maneira gradual. Assim, mesmo comportando-se como uma nova recorrente, IK Pegasi B poderia continuar acumulando uma camada crescente.
Um modelo alternativo que permite à anã branca acumular massa de maneira estável sem converter-se em uma nova denomina-se binária próxima fonte de raio X supersuave(CBSS). Neste cenário, a taxa de transferência da massa à anã branca é tal que a fusão pode manter-se na superfície enquanto o hidrogênio é consumido na fusão termonuclear para produzir hélio. Este tipo de fontes supersuaves consistem em anãs brancas de grande massa com temperaturas superficiais muito elevadas (0,5-1 × 106 K).
Se a massa da anã branca alcançar o limite de Chandrasekhar de 1,44 massas solares, a pressão de degeneração dos elétrons deixará de apoiá-la e começará a colapsar. Com um núcleo composto principalmente de oxigênio, néon e magnésio, a anã branca que se colapsa seguramente formará uma estrela de nêutrons. Neste caso, só uma fração da massa da estrela será ejetada como resultado do processo. Contudo, se o núcleo for composto de oxigênio-carbono, o colapso fará com que uma porção substancial da estrela sofra uma fusão nuclear em um curto período de tempo. Isto seria suficiente para que a estrela se desintegre e se forme uma cataclísmica explosão de supernova tipo Ia.
Esta supernova pode causar danos à Terra. Acredita-se que a estrela primária, IK Pegasi A, tenha pouquíssimas probabilidades de evoluir para uma gigante vermelha em um futuro próximo. Como foi mostrado anteriormente, a velocidade espacial desta estrela relativa ao Sol é de 20,4 km/s. Isto equivale a mover-se uma distância de um ano-luz a cada 14 700 anos. Cinco milhões de anos depois, por exemplo, esta estrela estará separada do Sol por mais de 500 anos-luz. Acredita-se que supernova tipo Ia em até mill parsecs (3,3 mil anos-luz) seja capaz de afetar a Terra, mas ela deve acontecer mais próxima que dez parsecs (cerca de 30 anos-luz) para causar danos significativos à bioesfera terrestre.
Com a explosão da supernova, o remanescente da estrela dominante (IK Pegasi A) continuará com a velocidade final que tivera quando era membro do sistema binário próximo. A velocidade relativa resultante poderia ser tão alta quanto 100–200 km/s, o que a colocaria entre os objetos de grande velocidade da Galáxia. A companheira também perderia parte da massa durante a explosão, e sua presença poderia criar um espaço entre os restos que se expandiriam. Deste ponto em diante, evoluirá a uma estrela anã branca solitária. A explosão de supernova criará um remanescente de material ou restos que se expandirão e eventualmente fundir-se-ão com o meio interestelar.